# ボルソナリズム

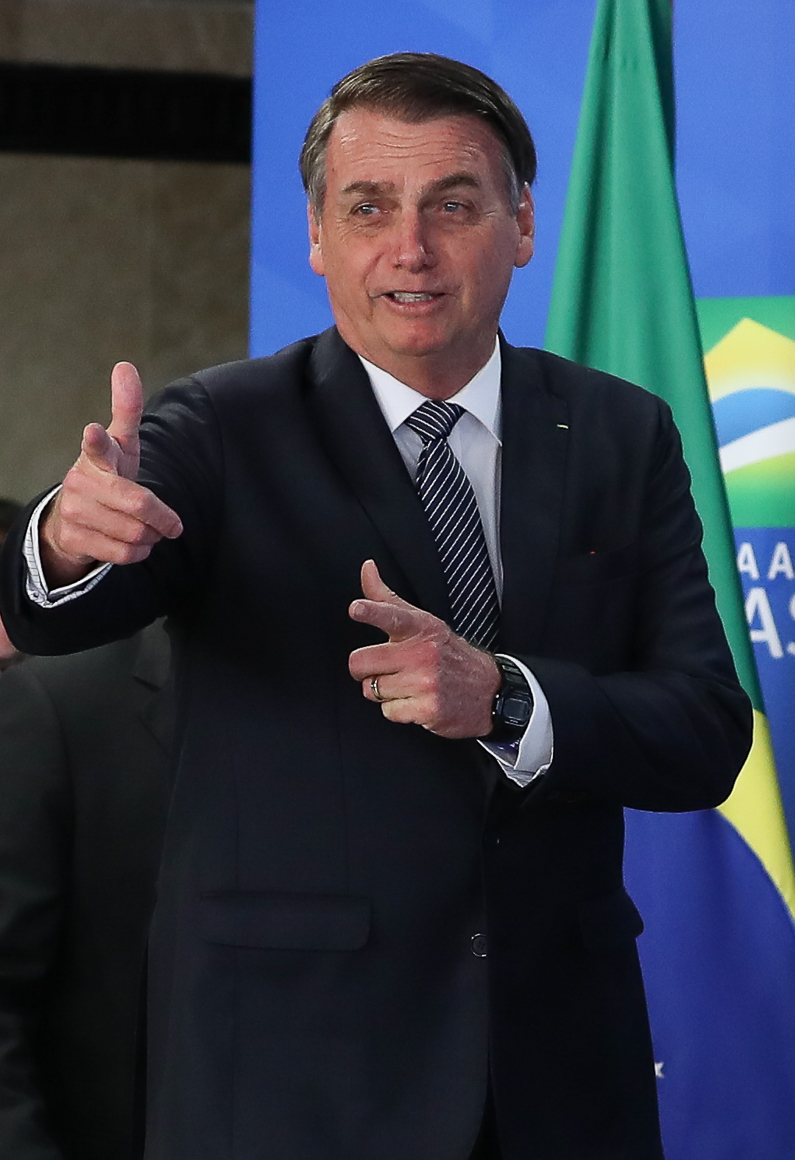
銃のポーズを取るボルソナロ。

ボルソナリズム（ポルトガル語: Bolsonarismo）は、ブラジル元大統領であるジャイール・ボルソナーロの政治的主張をイデオロギーとして定義した物である。ボルソナリズムは、極右、愛国心、右派ポピュリズム、保守主義、国民保守主義、社会保守主義、ネオ・ファシズムの要素を併せ持ち、また銃規制反対、反環境主義（英語版）、人権蹂躙の容認的姿勢、反左派、反先住民政策も見受けられる。ボルソナリズムのイデオロギー的な教祖として、オラーヴォ・デ・カルヴァリョがよく引用されている。